# Дује Ћалета Цар
Дује Ћалета Цар (хрв. Duje Ćaleta-Car; Шибеник, 17. септембар 1996) хрватски је фудбалер, који тренутно наступа за Олимпик Лион и за репрезентацију Хрватске.
Каријеру је започео у родном граду, где је као малолетан наступао за истоимени локални клуб. Након једногодишњег сениорског ангажмана, који је остварио у Другој лиги Хрватске, Ћалета Цар се преселио у Аустрију. У периоду после промене средине, најпре је наступао за тамошње нижелигаше Пашинг и Лиферинг, да би крајем 2014. дебитовао за Ред бул из Салцбурга у Лиги Европе.
У јуну 2018, Ћалета цар је дебитовао за репрезентацију Хрватске, а недуго затим нашао се и на списку играча селектора Златка Далића за Светско првенство 2018. у Русији. Са екипом Хрватске освојио је друго место на том такмичењу, након пораза у финалној утакмици од селекције Француске.

## Каријера

### Почеци
Ћалета Цар је своју фудбалску каријеру започео у родном Шибенику, где је наступао за истоимени локални клуб у Другој лиги Хрватске. За први тим је дебитовао против Сесветеа са непуних 16 година, на отвањању сезоне 2012/13, па је клуб због кршења прописа кажњен одузимањем бодова. Убрзо након свог 16. рођендана, Ћалета Цар се вратио у поставу своје екипе и до краја сезоне забележио укупно 17 наступа.
Лета 2013. године, Ћалета Цар се преселио у Пашинг и са новим клубом потписао једногодишњи уговор. Са овим клубом такмичио се у Регионалној лиги Аустрије, где је током сезоне 2013/14. уписао 15 наступа и постигао 3 поготка. Његова екипа освојила је друго место на табели тог такмичења.

### Ред бул Салцбург
По истеку уговора са претходним клубом, Ћалета Цар се прикључио Ред булу из Салцбурга. Одмах потом прослеђен је филијали Лиферингу, где је је стицао искуство играјући у другом степену фудбалског такмичења у Аустрији. За први тим Ред була, Ћалета Цар је дебитовао у победи над екипом Астре Ђурђу, у утакмици одиграној у оквиру групне фазе Лиге Европе за сезону 2014/15, 11. децембра 2014. године. Он је, потом, 14. фебруара наредне године, дебитовао и у Бундеслиги Аустрије, у победи на гостовању Винер Нојштату.
Ћалета Цар је такође одиграо финалну утакмицу аустријског купа. Као члан екипе која је савладала Аустрију из Беча, након продужетака, 6. јуна, 2015, Ћалета Цар је освојио дуплу круну те сезоне. Такав успех поновио је и у наредне две, а у сезони 2017/18. је 4. пут заредом освојио титулу у шампионату Аустрије, док је у финалу купа његова екипа поражена од Штурма. Исте сезоне, екипа Ред була је по 4. пут у клупској историји прошла групну фазу Лиге Европе са првог места, а касније елиминисала Реал Сосиједад, Борусију Дортмунд и Лацио, пласиравши се на тај начин у полуфинале овог такмичења. У тој фази екипа је поражена од Олимпика из Марсеља укупним резултатом 3-2, чиме је елиминисана из даљег такмичења.

### Олимпик Марсељ
Услед запажених игара у дресу Ред була, у медијима се 2018. године појавила информација да је за услуге Ћалете Цара заинтересована Севиља. Неколико дана по завршеном Светском првенству у Русији, 20. јула исте године, Ћалета Цар је потписао петогодишњи уговор са Олимпиком из Марсеља. Незванично је наведено да је његовом бившем клубу исплаћено обештећење од 19 милиона евра. Ћалета Цар је за свој нови клуб дебитовао у другом колу Прве лиге Француске за сезону 2018/19, на гостовању Ниму. Пред крај утакмице против Олимпика у Лиону, где се нашао у стартној постави своје екипе по други пут, Ћалета Цар је добио директан црвени картон након прекршаја над Бертраном Траореом у 82. минуту.

## Репрезентација
Ћалета Цар је прошао све млађе селекције своје државе, почевши од 2012. године. У октобру 2015, Ћалета Цар је добио први позив у сениорски састав репрезентације Хрватске, за квалификационе утакмице против Бугарске и Малте, уместо повређеног Јоза Шимуновића. Нашао се такође и на проширеном списку од 27 играча за Европско првенство 2016, али је касније отпао након скраћивања листе путника на то такмичење. У мају 2018, Ћалета Цар је уврштен на проширени списак репрезентације за Светско првенство 2018. у Русији, да би се затим нашао и на коначном списку селектора Златка Далића од 23 играча за ово такмичење. За екипу Хрватске, Ћалета Цар је дебитовао у пријатељском сусрету са Бразилом, 3. јуна 2018, када је ушао у игру уместо Ведрана Ћорлуке у 52. минуту. Ћалета Цар је, потом, одиграо свих 90 минута у последњој утакмици групне фазе такмичења, против екипе Исланда, у пару са поменутим Ћорлуком. Изгубивши у финалу од селекције Француске, Хрватска је освојила друго место на овом турниру.

## Начин игре
Ћалета Цар је 192 центиметра високи играч, који наступа на позицији централног дефанзивца и боље се сналази десном ногом. Важи за једног од најталентованијих играча своје државе на тој позицији, док је за Светско првенство 2018. у Русији изабран као најмлађи члан репрезентације Хрватске. По стилу игре најчешће је упоређиван са Жерардом Пикеом, кога лично сматра својим фудбалским узором. Као највеће врлине му се узимају дуел игра, односно игра главом, која се апострофира као важан фактор приликом нападачких прекида.

## Приватно
Након завршеног основног образовања, Ћалета Цар је уписао Техничку школу у родном Шибенику. По окончању другог разреда, напустио је школовање и заједно са оцем се преселио у Аустрију, где је наставио да се бави фудбалом. У августу 2017, откривена је веза Ћалете Цара са пет година старијом Адрианом Ђурђевић, иначе дипломираном правницом из Дубровника.

## Статистика

#### Клупска
| Клуб                 | Сезона   | Лига                     | Лига    | Лига   | Национални куп | Национални куп | Лига куп | Лига куп | Европа  | Европа | Укупно  | Укупно |
| Клуб                 | Сезона   | Дивизија                 | Наступа | Голова | Наступа        | Голова         | Наступа  | Голова   | Наступа | Голова | Наступа | Голова |
| -------------------- | -------- | ------------------------ | ------- | ------ | -------------- | -------------- | -------- | -------- | ------- | ------ | ------- | ------ |
| Шибеник              | 2012/13. | Друга лига Хрватске      | 17      | 0      | 0              | 0              | —        | —        | —       | —      | 17      | 0      |
| Пашинг               | 2013/14. | Регионална лига Аустрије | 15      | 3      | 0              | 0              | —        | —        | 0       | 0      | 15      | 3      |
| Лиферинг (позајмица) | 2014/15. | Друга лига Аустрије      | 19      | 0      | —              | —              | —        | —        | —       | —      | 19      | 0      |
| Лиферинг (позајмица) | 2015/16. | Друга лига Аустрије      | 1       | 0      | —              | —              | —        | —        | —       | —      | 1       | 0      |
| Лиферинг (позајмица) | Укупно   | Укупно                   | 20      | 0      | —              | —              | —        | —        | —       | —      | 20      | 0      |
| Ред бул Салцбург     | 2014/15. | Бундеслига Аустрије      | 7       | 0      | 1              | 0              | —        | —        | 1       | 0      | 9       | 0      |
| Ред бул Салцбург     | 2015/16. | Бундеслига Аустрије      | 31      | 2      | 4              | 0              | —        | —        | 2       | 0      | 37      | 2      |
| Ред бул Салцбург     | 2016/17. | Бундеслига Аустрије      | 18      | 0      | 5              | 0              | —        | —        | 8       | 0      | 31      | 0      |
| Ред бул Салцбург     | 2017/18. | Бундеслига Аустрије      | 28      | 2      | 6              | 0              | —        | —        | 19      | 0      | 53      | 2      |
| Ред бул Салцбург     | Укупно   | Укупно                   | 84      | 4      | 16             | 0              | —        | —        | 30      | 0      | 130     | 4      |
| Олимпик Марсељ       | 2014/15. | Прва лига Француске      | 3       | 0      | 0              | 0              | 0        | 0        | 2       | 0      | 5       | 0      |
| Каријера             | Каријера | Каријера                 | 139     | 7      | 16             | 0              | 0        | 0        | 32      | 0      | 187     | 7      |

- Ажурирано 23. октобра 2018. године.[5]

#### Репрезентативна
| Хрватска | Хрватска | Хрватска |
| Године   | Наступа  | Голова   |
| -------- | -------- | -------- |
| 2018.    | 2        | 0        |
| Укупно   | 2        | 0        |

- Ажурирано 24. септембра 2018. године.[4]

## Трофеји
Ред бул Салцбург
- Бундеслига Аустрије (4) : 2014/15, 2015/16, 2016/17, 2017/18.[5]
- Куп Аустрије (3) : 2014/15, 2015/16, 2016/17.[5]